# Федерико Гутијерез
Федерико Андрес Гутијерез Зулуага (шп. Federico Andrés Gutiérrez Zuluaga; Медељин, 28. новембар 1974) јесте колумбијски политичар и бивши градоначелник Медељина од 1. јануара 2016. до 31. децембра 2019. године.
Кандидат је за председника Колумбије на председничким изборима 2022. године као кандидат странке Верујемо у Колумбију и коалиције Тим за Колумбију.
Његови политички ставови су описани као десничарски или десно-центарски.